# Shenbo
Shenbo (chinesisch 深波) ist ein chinesischer Gong, chinesisch luo, der im Gebiet von Chaozhou (Teochiu) und Shantou (Swatow) im Osten der Provinz Guangdong verbreitet ist und unter anderem in der Gong- und Trommelmusik aus Chaozhou (Chaozhou luogu) eingesetzt wird. Er hat einen Durchmesser von 60 bis 80 cm und einen breiten, rechtwinklig gebogenen Rand. Eine kleinere Variante ist der douluo mit 40 cm Durchmesser.